# Louis-Eugène Faucher
Pour les articles homonymes, voir Faucher.
Louis-Eugène Faucher, né le 8 octobre 1874 à Saivres (Deux-Sèvres) et mort le 30 mars 1964 à Saint-Maixent-l'École (Deux-Sèvres), est un officier général et résistant français.

## Biographie

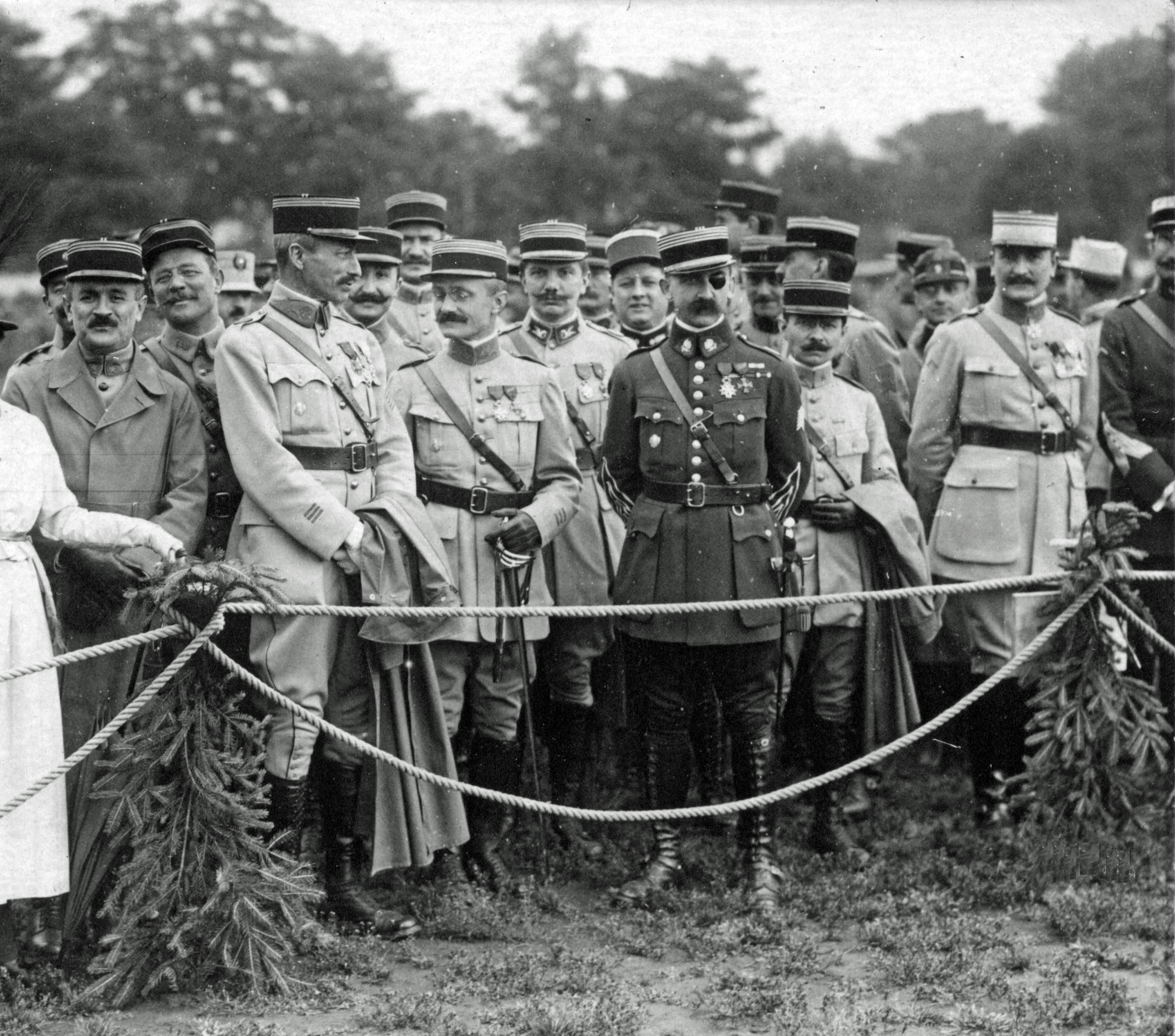
La mission militaire française à Prague en 1920.

Louis-Eugène Faucher est le fils de Louis Faucher, menuisier, et Marie Caillon, lingère. Il est nommé professeur de tactique générale et de travaux du génie à l'École de Fontainebleau de 1901 à 1905. Il intègre l'École supérieure de guerre et poursuit entre 1910 et 1914 une carrière dans l'administration centrale au ministère de la Guerre. Il participe à la constitution du nouvel état-major général sous l'autorité de Joffre. 
En 1919, il est nommé conseiller militaire par le général Maurice Pellé, généralissime de l'armée tchèque naissante. Il est un proche du général Jan Syrový.
Durant l'entre-deux-guerres, il est chef d'état-major du général Eugène Mittelhauser ; puis il dirige la mission militaire française en Tchécoslovaquie de 1926 à 1938, dont l'armée est portée à 900 000 hommes.
Il met toute son énergie à convaincre le général Gamelin et l'état-major français à s'opposer plus nettement à Hitler lors de la crise des Sudètes.
Après l'ultimatum franco-britannique au gouvernement tchécoslovaque, il présente sa démission au gouvernement français le 23 septembre 1938. Il reste à la disposition de l'État tchécoslovaque pour toute mission qu'il lui confierait.
Une fois la France envahie en 1940, il entre en résistance, d'abord par le réseau de renseignement Alliance, dont il est le représentant à Saint-Maixent-l'École en 1942, il intègre ensuite Libération-Nord en janvier 1943, puis devient chef de la région B (Sud-ouest) de l'Armée secrète en septembre de la même année. Au début de l'année 1944, il est arrêté par la Gestapo, et reste détenu au camp de Füssen-Plansee jusqu'à la fin de la guerre. Il s'efforce par la suite de relancer l'amitié franco-tchécoslovaque, mais doit renoncer après la prise de pouvoir par le parti communiste à Prague (février 1948) et il se consacre alors à l'aide aux exilés.
Le général Faucher a été président d'honneur de l'Association des volontaires tchécoslovaques en France (1914-1918 et 1939-1945).

## Vie privée
Le 27 avril 1939 à Issy-les-Moulineaux, il épouse Marie Koch.

## Distinctions
- Grand officier de la Légion d'honneur (décret du 28 février 1949)
- Croix de guerre 1914–1918
- Collier de l'ordre du Lion blanc (4 mars 1934[7])